# Ігритта
Ігритта (англ. Ygritte) — вигаданий персонаж серії фентезі-романів «Пісня льоду й полум'я», американського письменника Джорджа Р. Р. Мартіна, та його телевізійної адаптації «Гра престолів».

Вперше з'являється у другому романі серії «Битва королів» (1998), також присутня у «Буря мечів» (2000). Ігритта дикунка, що мешкає за Стіною на Півночі та є послідовником Манса Рейдера. У телевізійній адаптації від «HBO», роль Ігритти грає шотландська акторка Роуз Леслі. Коментуючи свою фінальну сцену у серіалі, Роуз відзначає:
"Я відчуваю, що вона могла його вбити – вона могла вистрілити Джону в серце. Але коли настав той вирішальний момент, вона все ж таки не змогла цього зробити. Навіть якщо вона цього чекала. Навіть якщо вона цього прагнула."

## Опис персонажа
Ігритта не є особою з власною оповіддю подій, тож її дії спостерігаються крізь інших персонажів, таких як Джон Сноу.

Ігритта дикунка з земель, що простягаються на північ за Великою Стіною, континента Вестерос. Її народ називають дикунами, тому що вони не підпорядковуються тому феодальному устрію, який притаманний Сімом Королівствам на півдні від Стіни. Самі дикуни називають себе вільним народом. Вона списосуджена – жінка воїн, яка є послідовником Манса Рейдера. За характером Ігритта шалена й свавільна та повністю відображає сутність вільної людини. У зовнішності її особливістю є руде волосся:
|                                         | <...>Дикуни, схоже, мали Ігритту за неабияку красуню — через її коси: серед вільного народу руде волосся траплялося рідко, і всі, хто його мав, вважалися щасливчиками, адже це — «цілунок вогню». Може, такі коси справді приносили щастя, бо були вони ще й які руді, от тільки такі сплутані, що Джону кортіло запитати, чи Ігритта їх чеше бодай раз на сезон.<...> |
| — «Буря Мечів», КМ-Букс (Україна, 2015) | |

## Сюжетні лінії

### У книжках

#### Битва королів
Вперше Ігритта зустрічає Джона, коли вона зі своєю групою чатових були зненацька атаковані розвідниками з загону Кворена Піврукого на Скімливому перевалі. Решту її групи вбили, а Ігритту взяли у полон. Джон не зміг її стратити, тому що, щось у її зовнішності нагадало йому Арію, хоча вони й близько не були схожі. Пізніше коли Джон приводить Ігритту до Кворена, і отримує наказ її вбити, він вагається та не виконавши наказ відпускає Ігритту. Вона повертається до дикунів на чолі з Тарарахом, кістяним лордом, які починають переслідувати загін Піврукого і врешті-решт їх наздоганяють. Джон вбиває Кворена на його прохання і просить дозвіл приєднатися до вільного народу. Ігритта заступається за Джона і розповідає, як він зберіг їй життя, змушуючи Тарараха привести Джона до Манса Рейдера. 

#### Буря мечів
На Кулаку Перших Людей Ігритта в черговий раз заступається за Джона, коли Манс Рейдер сумнівається у його відданості вільному народу, через те, що Джон не повідомив йому про присутність лорда-командувача Мормонта та Нічної Варти. Після цього Джон та Ігритта починають статеві стосунки. Манс посилає групу воїнів на чолі з магнаром тенів Стиром та Ярлом за Стіну, щоб атакувати Чорний замок з тилу та долучає Джона та Ігритту до їхнього складу. У печерах Генделя біля Стіни стає зрозуміло, що вони закохані один в одного, коли Ігритта промовляє: 
|                                         | <...>А може, ну його, не повертатимемося до Стира з Ярлом? Спустимося нижче, приєднаємося до Генделевих правнуків. Я б узагалі ніколи не виходила з цієї печери, Джоне Сноу. Ніколи.<...> |
| — «Буря Мечів», КМ-Букс (Україна, 2015) | |

Перебравшись на південну сторону Стіни та дійшовши до найближчого села, дикуни беруть у полон літнього чоловіка, який там мешкав. Стир закликає Джона Сноу вбити старого. Джон відмовляється і Ігритта вбиває бранця замість нього. Ватажок дикунів віддає наказ вбити Джона. Виникає сутичка, у результаті якої Джон тікає, але Ігритта встигає влучити стрілою йому в ногу. Пізніше коли загін Стира атакує Чорний замок, Ігритту вбивають, помираючи у Джона на руках, вона пригадує печеру і каже, що їм слід було там лишитися. Останні слова Ігритти: "Нічого ти не знаєш, Джоне Сноу".

### У телесеріалі

#### Сезон 2
Джон та Кворен Піврукий беруть Ігритту у полон. Їй вдається втекти, і хоча Джон її наздоганяє, вони відокремлюються від решти розвідників. Пізніше Ігритта приводить Джона у засідку до дикунів.

#### Сезон 3
Після полону, Джона доправляють у табір дикунів до Манса Рейдера. У розмові з Мансом, Джон переконує його, що він прагне до них приєднатися. Подорожуючи до Стіни разом з вільним народом, Джон поступово закохується в Ігритту. Манс доручає Джону та Ігритті перелізти Стіну у складі загону Тормунда. На південній стороні Джон залишає групу Тормунда після того, як його змушують вбити невинного чоловіка. Після втечі Джона, Ігритта наздоганяє його, і хоча він зізнається їй у коханні, Ігритта тричі стріляє в Джона з лука і поранює його.

#### Сезон 4
Ігритта з групою дикунів починає здійснювати набіги на села південніше Стіни. Коли дикуни атакують Кротівку (невелике місто біля Чорного замку), Ігритта вбиває усіх жінок, які трапляються їй на шляху, але залишає живими Жиллі з немовлям, коли знаходить їх у схованці. Після цього дикуни нападають на Чорний Замок, де Ігритта вбиває багато братів Нічної Варти, серед яких і друг Джона – Пип. Під час бою Ігритті випадає нагода вбити Джона, поціливши в нього з лука, але вона зволікає та не наважується на постріл. В цю саму мить Оллі, хлопчик, батька якого Ігритта вбила раніше, стріляє їй в спину. Ігритта помирає на руках Джона. Пізніше Джон спалює її тіло на вогнищі за Стіною на землях вільного народу.